# Cartable
Cet article porte sur le bagage. Pour l'usage nord-américain du mot, voir Classeur. Pour le poème Mon Cartable, voir Pierre Gamarra

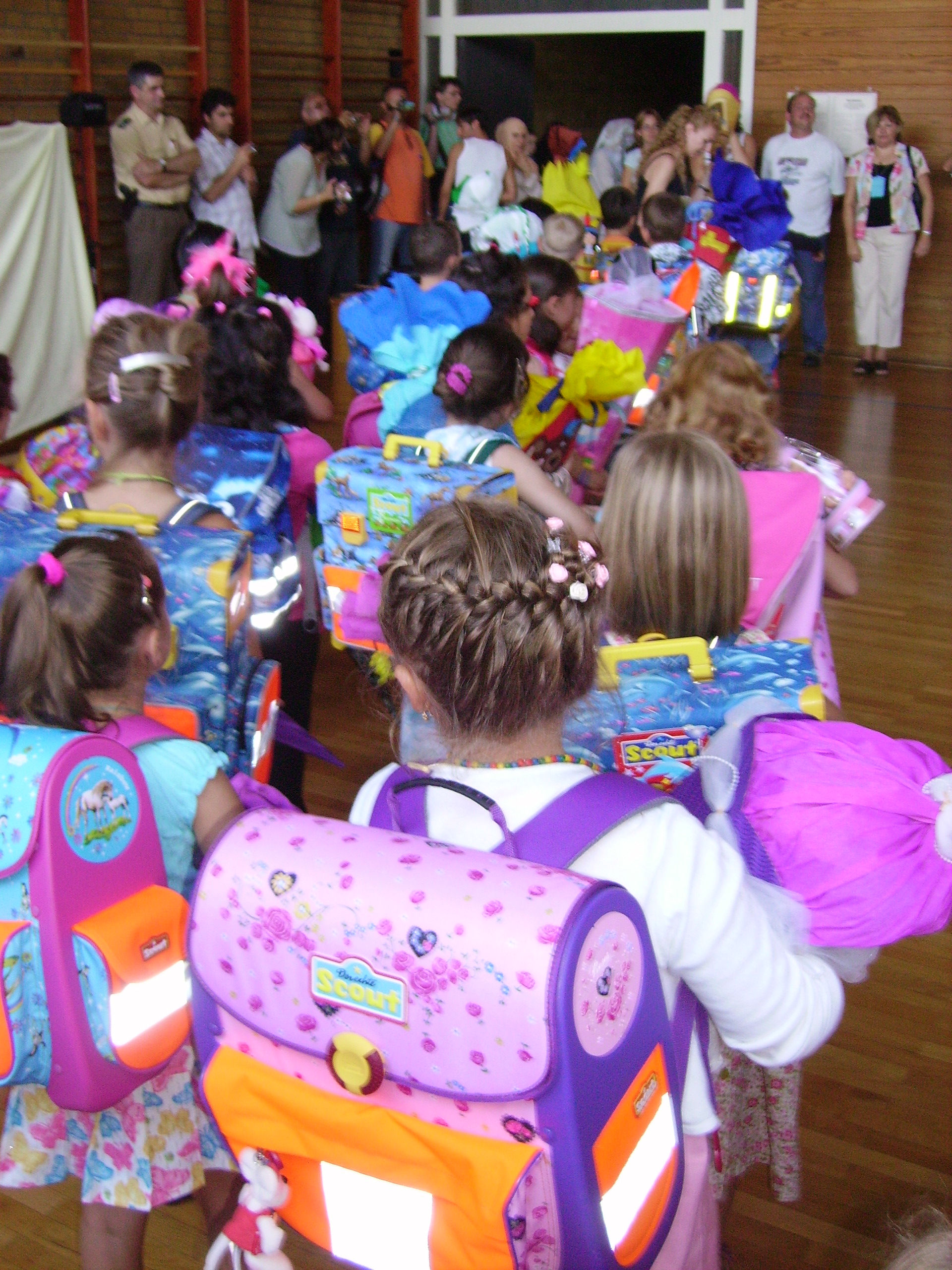
Écoliers avec leurs cartables.

En français européen, un cartable est un type de bagage de forme rectangulaire destiné à transporter du matériel scolaire. Le cartable est muni d'une poignée. Il peut aussi être équipé de bretelles de portage ou d'une bandoulière. La tendance, depuis la fin du XXe siècle, est de le remplacer par un sac à dos inspiré des sacs de sport ou de randonnée. Il porte, d'ailleurs, souvent la marque d'un fabricant de matériel sportif, ce qui en fait un objet identitaire. Ils servent généralement à porter des affaires de cours mais peuvent aussi servir à porter d'autres affaires (affaires de sport...). Les cartables sont souvent colorés et parfois garnis de réflecteurs, pour une plus grande sécurité sur la route.

## Histoire

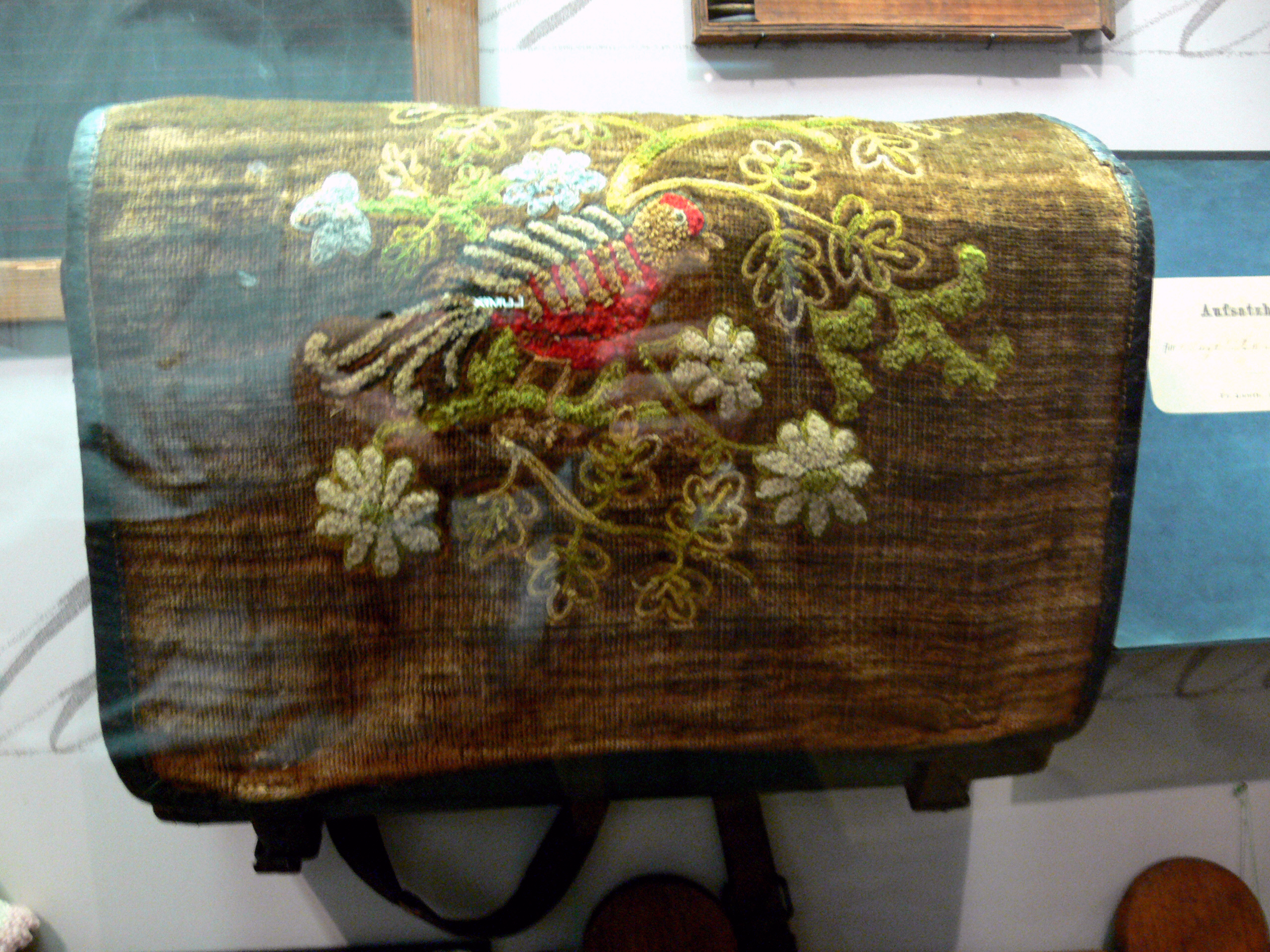
Cartable porté en bandoulière datant du XIXe siècle.

L'étymologie du mot « cartable » le rattache au latin « charta » (« la carte »). L'usage ancien du mot « cartable » désigne un grand portefeuille dans lequel on pouvait mettre des feuilles. Par extension, le mot a ensuite désigné le sac que les élèves portent pour se rendre à l'école.
La littérature du XIXe siècle montre souvent des enfants portant leur cartable en bandoulière, comme une besace. L'usage des deux bretelles permettant un port sur le dos ne date que du début du XXe siècle.

## Cartable électronique
Aujourd'hui, le terme de cartable électronique est en vogue pour désigner un emplacement virtuel sur un serveur ou une clé USB qui contient toutes les ressources d'un élève pour travailler. L'objectif est de réduire le poids du cartable de l'élève qui provoque des risques de santé au niveau du dos. Toutefois, ce cartable électronique pose d'autres problèmes comme le coût du matériel supporté pour les établissements et les coûts de formation des élèves voire des parents,.

## Poids du cartable
En France, une étude de 1994 sur une centaine d'élèves de sixième de la région grenobloise montrait que le poids du cartable pouvait atteindre près d'un tiers de celui de l'enfant. Une circulaire d’octobre 1995 indique que le poids du cartable ne devrait pas représenter plus de 10 % de celui de l’élève. Thème récurrent des plaintes d'élèves et de parents, la situation ne s'est guère améliorée depuis cette circulaire.
Selon certains médecins, les problèmes de dos (scoliose) rencontrés par de nombreux enfants, notamment à l'adolescence, sont dus au poids jugé trop lourd de leurs cartables.[réf. nécessaire]

## Autre sens
Au Canada (Québec, Nouveau-Brunswick, Ontario et Alberta), le terme « cartable » signifie un « classeur ».
En Suisse Romande Vaud, le terme « cartable » signifie « sous-main.